# سراقة بن كعب بن عمرو
سراقة بن كعب بن عمرو صحابي بدري من الأنصار من بني غنم بن مالك بن النّجار من الخزرج، شهد غزوتي بدر وأحد، والخندق والمشاهد كلّها مع النبي. قَالَ ابنُ الْكَلْبِيِّ: استشهد باليمامة، بينما قال أبو عمر: عاش إلى خلافة معاوية.

## نسبه وأسرته
- هو سُرَاقة بن كعب بن عمرو بن عبد العُزى بن غَزِيّة، وقيل: عروة بن عَمْرو بن عبد عوف بن غنم بن مالك بن النّجار.[4]
- أمّه عميرة بنت النعمان بن زيد بن لبيد بن خِداش من بني عديّ بن النجّار.
- تزوج من أم زيد بنت سَكَن بن عتبة بن عمرو بن خديج بن عامر بن جُشَم بن الحارث بن الخزرج.
- كان لسراقة من الولد:[5]
  - زيد، قُتل يوم جِسر أبي عُبيد بالقادسيّة، أمه أم زيد بنت سكن.
  - سُعْدى وهي أمّ حكيم، وأمّها أم زيد بنت سَكَن.
  - نائلة وأمّها أمّ ولد.